# Xar-Kali-Xarri

Mapa de l'Imperi acadi sota Xar-Kali-Xarri

Xar-Kali-Xarri o Šar-kali-šarri (el nom vol dir 'rei de tots els reis') va ser el cinquè rei de la dinastia de Sargon i rei d'Accad. Fill i successor de Naram-Sin cap al 2223 aC. Portava per títol rei d'Accad, i no va usar el títol del seu pare, "Rei de les quatre zones".

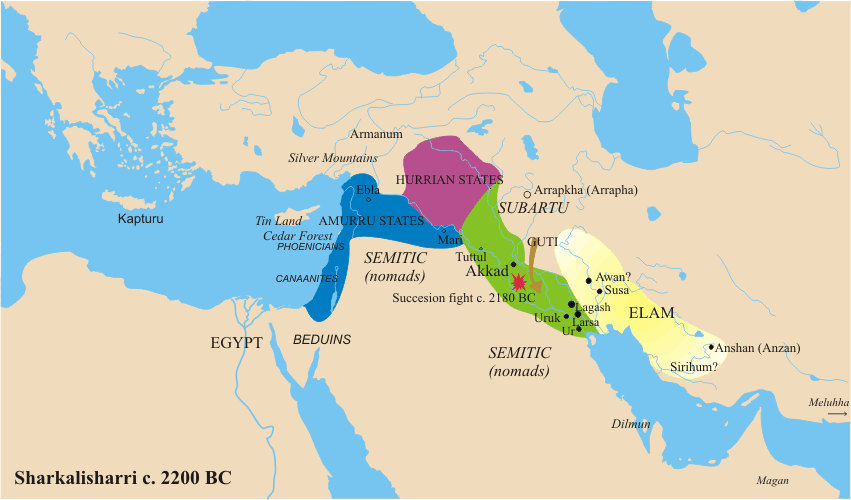
Dominis de Xar-Kali-Xarri cap al 2200 aC

El seu poder es va reduir considerablement per la separació de molts estats de l'antic Imperi d'Accad. Els elamites en primer lloc, seguit de Lagaix, Uruk i d'altres ciutats sumèries. La influència sobre els hurrites i els Amurru de Síria es va esvair. S'esmenta que va derrotar els semites occidentals (amorreus) a la muntanya de Basar (actualment Ğebel Bišri) però la causa de la batalla va ser segurament perquè es devien haver independitzat. Mentrestant els gutis amenacen Accad pel nord. El primer rei Guti conegut, Erridupizir, es va titular "Rei de les quatre zones", títol dels reis d'Accad. Més tard Xar-Kali-Xarri va derrotar el rei guti Sarlag o Sargalag.
Va morir el 2198 aC. La llista de reis sumeris menciona després d'ell, amb un gran estil literari, la presència de quatre reis disputant-se el tron:
| « | Xar-Kali-Xarri, fill de Naram-Sin, va ser rei durant 25 anys; després qui va ser rei? Qui no va ser rei? Va ser rei Irgigi? Va ser rei Nanum? Va ser rei Imi? va ser rei Elulu? Els quatre van accedir al poder reial i van regnar durant tres anys | » |

.
Aquest període sembla doncs correspondre a una guerra civil entre diversos pretendents, i entre ells, potser el rei dels gutis Elulumeix. La cronologia aquí estriada oscil·la de deu anys per Elulu perquè tota la cronologia mesopotàmica té un marge de deu anys segon s'utilitzi la màxima o la mínima. Després de la guerra es va imposar Dudu, que no se sap si era membre de la dinastia d'Accad.